# W. J. M. 로쿠반다라

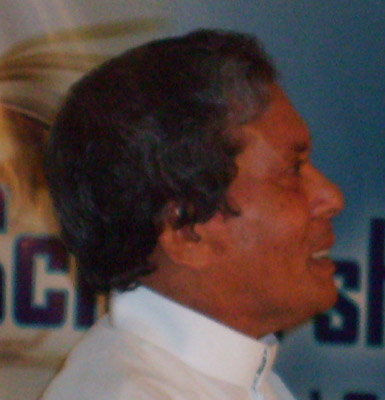

위제싱헤 자야위라 무디얀셀라게 로쿠반다라(싱할라어: විජෙසිංහ ජයවීර මුදියන්සේලාගේ ලොකුබණ්ඩාර, 1941년 8월 5일 ~ 2021년 2월 14일)는 스리랑카의 정치인이다.
하푸탈레에서 태어나 반다라웰라 중앙 대학을 다녔다. 이후 페라데니야 대학교를 졸업하고 런던 대학교에서 학위를 받았다.
1977년 통일국민당 후보로 국회의원이 되었다.
2004년 스리랑카 국회의장이 되었다. 그는 야당 측 의장 후보였는데, 스리랑카 국회의원들의 투표에서 110 대 109로 이겼다.